# Ichoria tricincta
Ichoria tricincta là một loài bướm đêm thuộc phân họ Arctiinae, họ Erebidae.